# NGC 7840
NGC 7840 és una galàxia espiral (S) localitzada a la constel·lació dels Peixos. Posseeix una declinació de +08° 23' 05" i una ascensió recta de 0 hores, 07 minuts i 08,8 segons. És l'últim objecte del Nou Catàleg General. És l'última entrada numèrica del Catàleg Índex. Va ser descoberta el 29 de novembre de 1864 per Albert Marth.